# Szymbory-Andrzejowięta
Szymbory-Andrzejowięta – wieś w Polsce położona w województwie podlaskim, w powiecie wysokomazowieckim, w gminie Szepietowo.
Wierni kościoła rzymskokatolickiego należą do parafii św. Apostołów Piotra i Pawła w Jabłoni Kościelnej.

## Historia
Miejscowość wymieniona w aktach sądowych ziemi bielskiej w roku 1527.
W 1827 r. wieś liczyła 13 domów i 89 mieszkańców. Pod koniec wieku XIX wchodziła w skład tzw. okolicy szlacheckiej Szymbory w powiecie mazowieckim, gmina Szepietowo, parafia Jabłoń Kościelna.
W 1921 r. było tu 16 budynków z przeznaczeniem mieszkalnym oraz 108 mieszkańców (56 mężczyzn i 52 kobiety). Narodowość polską podały 104 osoby, białoruską 1, a inną 3.
Od 1954 roku do 31 grudnia 1959 miejscowość wchodziła w skład Gromady Brzóski Stare, a następnie do 1972 r. znajdowała się w Gromadzie Jabłoń Kościelna.
W latach 1975–1998 miejscowość administracyjnie należała do województwa łomżyńskiego.

## Współcześnie
Ludność trudni się przede wszystkim rolnictwem. Produkcja roślinna podporządkowana hodowli krów mlecznych.
W pobliżu wsi przebiega linia kolejowa Warszawa – Białystok (Linia kolejowa nr 6).
Według stanu ludności z 31 grudnia 2011 r. miejscowość liczyła 89 osób.

## Obiekty zabytkowe

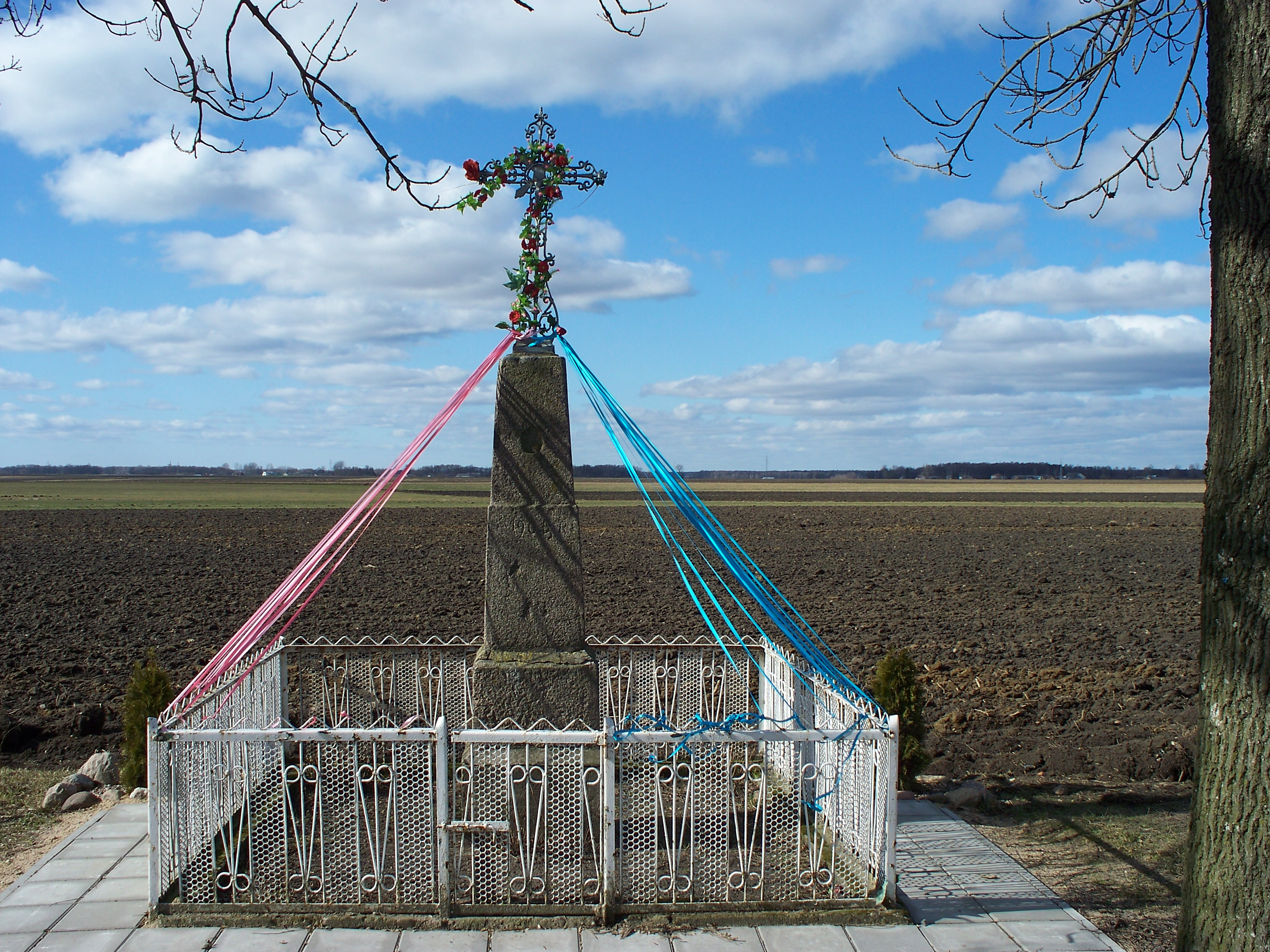
Krzyż przydrożny z 1908 roku

- krzyż przydrożny, metalowy z cokołem kamiennym z 1. połowy XX wieku[12].